# Modalohr
Le Modalohr ou Lohr UIC est un type de wagon conçu et fabriqué par la société française Lohr Industrie. C'est aussi le nom de la filiale créée pour commercialiser ce modèle de wagons.

## Caractéristiques
Ce système a été conçu pour répondre à la demande politique de ferroutage français. En effet, le transport de camions et remorques standards sur des wagons capables de respecter le gabarit ferroviaire européen, nécessite une plateforme surbaissée très proche du rail. Mais les spécialistes de la SNCF se refusaient à utiliser le système RoLa, (acronyme allemand pour Rollende Landstraße), répandu ailleurs en Europe : des wagons plats surbaissés munis de bogies à quatre essieux à « petites roues ».
La solution alors existante était le wagon-poche Kangourou sur lequel la semi-remorque est levée et chargée à l'aide d'une grue.

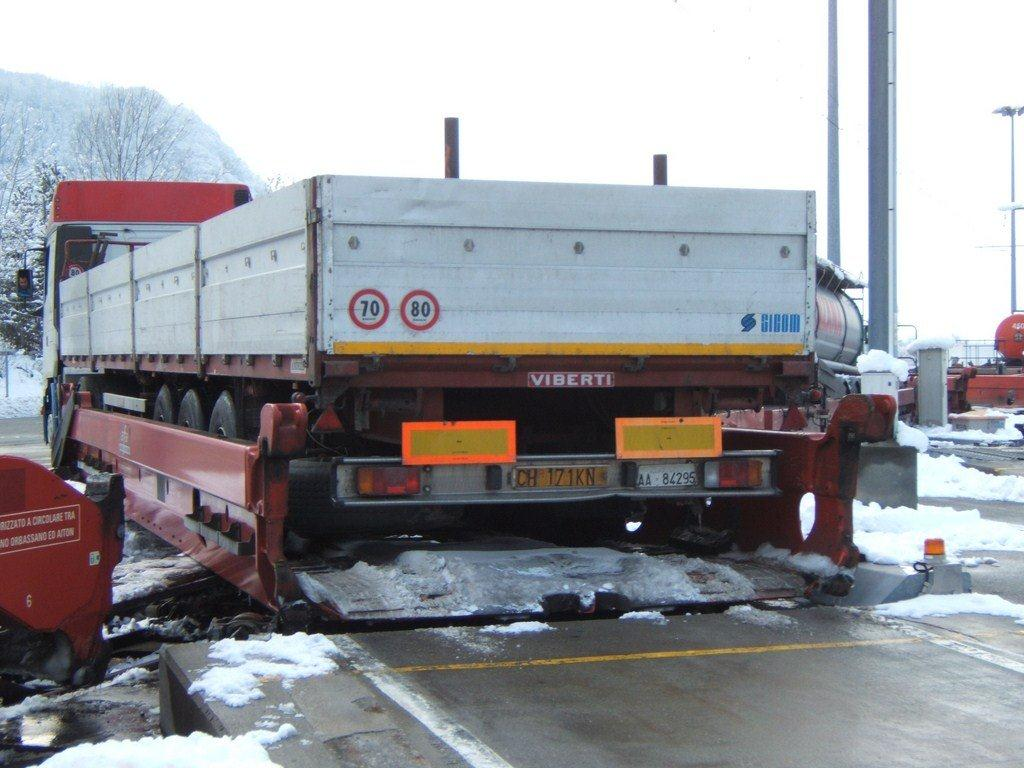
Camion en cours de chargement : le berceau du wagon est pivoté vers le quai.

Pour éviter cette contrainte, Lohr Industrie a construit un wagon à plancher surbaissé, disposant d'un berceau mobile placé entre les bogies.  Ce berceau pivote de 30° pour permettre le chargement au niveau du quai, d'une remorque ou de deux tracteurs routiers par wagon. Les wagons se présentent par paire ou triple inséparables en exploitation.
Ces wagons sont utilisés depuis 2003 dans le cadre de l'Autoroute ferroviaire alpine  et depuis 2007 dans le cadre de l'autoroute ferroviaire reliant le Luxembourg et Le Boulou.
Une variante surbaissée est proposée en Suisse pour accélérer le ferroutage sur l'axe du Gothard. Elle permet d'éviter de lourds travaux d'agrandissements précédant et suivant le tunnel de base du Saint-Gothard.
Ce système est très semblable au Megaswing de la firme suédoise Kockums AB.

## Caractéristiques techniques
Il existe en réalité deux types de wagons Modalohr, le wagon d'extrémité UIC 1 et le wagon intermédiaire UIC 2, dont les caractéristiques sont différentes.

### Wagon d'extrémité UIC 1
D'une longueur totale de 33,87 mètres, il présente une tare de 41,4 tonnes. Sa charge utile est fonction de la vitesse commerciale. Elle est de 75,6 tonnes à 100 km/h et de 66,6 tonnes à 120 km/h.

### Wagon intermédiaire UIC 2
D'une longueur totale de 32,94 mètres, il présente une tare de 40,4 tonnes. Sa charge utile est fonction de la vitesse commerciale. Elle est de 76,6 tonnes à 100 km/h et de 67,6 tonnes à 120 km/h.

## Développement
Le 14 novembre 2011, le wagon Modalohr a été agréé par la commission intergouvernementale du tunnel sous la Manche (CIG) et est donc apte à l'emprunter. Cette homologation pour un nouveau matériel ferroviaire est la première depuis l'ouverture du tunnel sous la Manche en 1994.
Depuis le 19 janvier 2012, des trains de 850 mètres de long circulent sur l'autoroute ferroviaire Perpignan-Bettembourg. Cela se traduit par une augmentation du tonnage transporté qui passe de 1800 à 2400 tonnes par train.
En septembre 2013, Lohr annonce une commande substantielle pour les wagons Lohr UIC, portant sur un nouveau tronçon à mettre en service, 105 pour l’autoroute ferroviaire Calais – Le Boulou.

## Polémique
Les défenseurs du système mettent en avant sa sécurité due à l'utilisation de bogies standards alors que ses détracteurs relèvent qu'il est plus coûteux et n'a pas la souplesse du système classique de route roulante « petites roues » car le chargement d'un tracteur et de sa semi-remorque nécessite de les décrocher, et l'emprise nécessaire aux manœuvres de chargement et déchargement est importante. De plus pour des hauteurs de chargement de plus de 4 mètres, la modification de l'infrastructure est nécessaire.

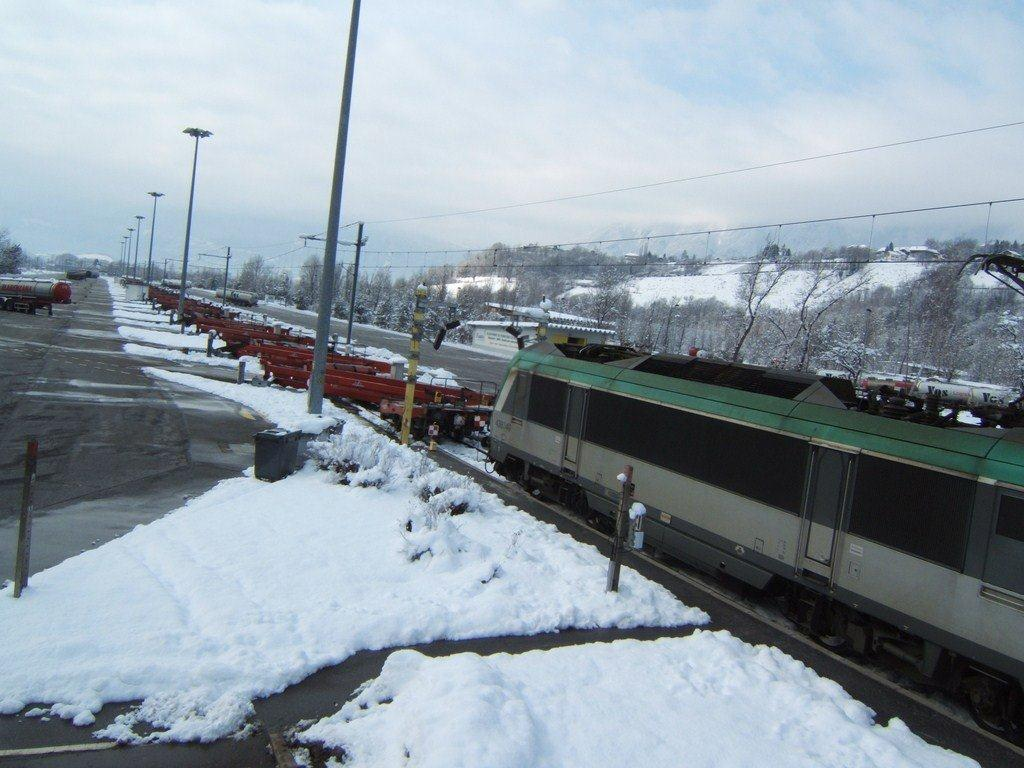
Terminal de chargement d'Aiton, en Savoie. On distingue les rampes de chargement obliques et les wagons à berceaux pivotés.

Si les terminaux sont plus chers et plus encombrants que ceux de la route roulante, en revanche les wagons Modalohr sont moins onéreux
. Le système Modalohr permet de charger et décharger des camions dans des arrêts intermédiaires, ce potentiel n'étant pas utilisé actuellement.
Le fait de décrocher le tracteur peut aussi être un avantage, car il permet de faire du transport combiné rail-route non accompagné : ne faire circuler que la semi-remorque en utilisant un autre tracteur à l'arrivée. Sur la ligne Luxembourg-Perpignan c'est d'ailleurs le seul mode commercialisé, le transport du tracteur routier et de son chauffeur n'ayant pas été jugé rentable sur une aussi longue distance.